# 6.45×48mm XPL Swiss
 (janvier 2020).
 La 6.45 x 48 mm XPL Swiss (ou 6.45x48 GP 80) est une cartouche expérimentale pour fusil léger et carabine qui a été développée en lien avec la carabine SIG SG 550 en tant que successeur potentiel de la cartouche Schmidt – Rubin 7,5 × 55 mm. La cartouche sans bourrelet a un diamètre de base de 11,82 mm (similaire au 7,62 × 51 mm OTAN) et une longueur de douille de 47,72 mm. La balle fait un diamètre inhabituel de 6,65 mm (6,45 mm se réfère au diamètre d'alésage), plus petit que celui des balles de 6,5 mm communes (diamètre d'alésage). La balle de 97 grains (6.3g) possède une vitesse initiale de 900 m/s (3000 ft/s) et développe une énergie de 2 250 J. 
La cartouche n'a pas été adoptée, le SIG SG-550 est entré en production chambrée avec la munition 5,6 × 45 mm GP 90. 

Armes utilisant la cartouche de 6.45 mm.
|                                             |
| Le C42 de Waffenfabrik Bern (Version fusil) |

|                                                |
| Le C42 de Waffenfabrik Bern (Version carabine) |

|                               |
| Le SIG 541 (version carabine) |